# Вихід Угорщини з ЄС
Було запропоновано, щоб Угорщина вийшла з Європейського Союзу; іноді цей гіпотетичний процес називають Huxit, Huexit, Hunxit і Hunexit (усі є портмантами «Hungary» та «exit»). В Угорщині, яка є членом ЄС з 2004 року, політики-праві популісти намагалися порівняти ЄС і колишнім Радянським Союзом (СРСР), якого вважають минулим гнобителем в країні. Крім того, демократичне відступання є явищем, яке є в Угорщині. Було запропоновано, щоб Угорщина вийшла з ЄС.

Розташування Угорщини в Європейському Союзі

У 2021 році парламент Угорщини ухвалив так званий закон проти ЛГБТ, який має на меті заборонити будь-який контент для дітей, який може вважатися «пропагандою гомосексуальности» і який встановлює відносини між ЛГБТ-спільнотою та педофілією. Це викликало різку негативну відповідь з боку інших країн ЄС, прем'єр-міністр Нідерландів Марк Рютте навіть запропонував прем'єр-міністру Угорщини Віктору Орбану вийти з ЄС.
Згідно зі статтею 50 Договору про Європейський Союз Угорщині законно дозволено вийти з ЄС. Тому країна може вийти з союзу після організації референдуму, для чого необхідно було б змінити Конституцію Угорщини за підтримки двох третин угорського парламенту. Таке запропонував угорський політик Дора Дуро, член партії «Рух за Батьківщину». Проте вихід із ЄС не користується популярністю серед угорської громадськости. Опитування 2016 року показало, що 68 % угорців хотіли б залишитися в ЄС і лише 17 % воліли виїхати. У 2020 році підтримка ЄС була ще вищою: 85 % опитаних угорців підтримали членство країни в союзі.